# Jelena Vujičić
Jelena Vujičić (* 24. Januar 2001 in Žabljak, Bundesrepublik Jugoslawien) ist eine montenegrinische Skirennläuferin. 

## Biografie
Jelena Vujičić kam im Alter von sechs Jahren durch ihren Vater Jugoslav zum Skifahren. Mit bereits 17 Jahren nahm sie an den Olympischen Winterspielen 2018 in Pyeongchang teil, wo sie bei der Eröffnungsfeier Fahnenträgerin ihres Landes war. Im Riesenslalom belegte sie den 58. Rang, im Slalomrennen schied sie allerdings aus. Zu Ende des Winters wurde sie erstmals montenegrinische Meisterin im Slalom. 
Ein Jahr später nahm sie am Europäischen Olympischen Winter-Jugendfestival in Sarajevo teil, wobei sie mit Platz 27 im Slalom ihr bestes Ergebnis erreichte.
2021 nahm sie erstmals an Alpinen Skiweltmeisterschaften teil, wobei sie jedoch sowohl im Riesenslalom als auch im Slalom ausschied.

## Erfolge

### Olympische Winterspiele
- Pyeongchang 2018: 58. Riesenslalom, DNF Slalom
- Peking 2022: DNF Riesenslalom, DNF Slalom

### Weltmeisterschaften
- Cortina d’Ampezzo 2021: DNF Riesenslalom, DNF Slalom

### Juniorenweltmeisterschaften
- Bansko 2021: DNF Riesenslalom, DNF Slalom

### Europäisches Olympisches Winter-Jugendfestival
- Sarajevo 2019: 27. Slalom, DNF Riesenslalom

### Weitere Erfolge
- Montenegrinische Meisterin im Riesenslalom (2021, 2022)
- Montenegrinische Meisterin im Slalom (2018, 2021, 2022)